# Stadhuis van Oudewater
Het stadhuis van Oudewater werd in 1588 gebouwd door Pieter Gerritsz Paemburch. In het gebouw op de Visbrug te Oudewater is onder meer Stadsmuseum Oudewater gevestigd.

## Geschiedenis
Het bakstenen gebouw met natuurstenen banden en trapgevel is gebouwd in 1588, nadat het eerdere stadhuis op dezelfde locatie in 1575 zwaar beschadigd was gedurende het Beleg van Oudewater Het huidige stadhuis werd gebouwd op de op fundamenten van deze voorganger. Op de eerste verdieping bevindt zich de vroegere vierschaar, die dienstdeed tot 1811. Verder bevinden zich op deze verdieping de vroegere raadszaal en de burgemeesterskamer. De tweede verdieping werd gebruikt door het gemeentelijke apparaat. Op het dak bevindt zich een klokkenkoepeltje met luidklok van Pierre Hemony uit 1699, waarmee raadsvergaderingen en rechtszittingen werden aangekondigd. Op de schoorsteen is het oudste gedocumenteerde ooievaarsnest van Nederland te vinden.
Het stadhuis werd ingrijpend gerenoveerd in 1887. In de nacht van 21 op 22 augustus 1968 woedde een hevige brand die het stadhuis ernstig beschadigde. De brand bleek ontstaan te zijn uit sigarettenas in een prullenbak. Het stadhuis werd nadien in de oorspronkelijke staat herbouwd. Daarbij werd de voormalige vierschaar in gebruik genomen als raadszaal en de voormalige raadszaal als trouwzaal. Het stadsbestuur week in de tussentijd uit naar het naastgelegen verenigingsgebouw De Klepper. Tevens werd besloten om een stadskantoor te realiseren in het sinds 1971 leeg staande Sint-Franciscusgesticht. Dit stadskantoor werd in 1978 in gebruik genomen.

## Inventaris
Het belangrijkste inventarisstuk is het schilderij uit 1650 van het  beleg van Oudewater in 1575 door Dirck Stoop. Dit schilderij is ontkomen aan de stadhuisbrand. Ook een schilderij van Justitia in voormalige vierschaar wordt aan Stoop toegeschreven. Verder hangt er in het stadhuis een 17e-eeuws schilderij waarop Jan Pietersz van der Lee, burgemeester gedurende het Beleg van Oudewater en oprichter van touwfabriek G. van der Lee, afgebeeld staat. De betimmering in de burgemeesterskamer dateert van 1614. In 1880 schonk generaal-majoor Imbyze van Batenburg een wapencollectie aan de gemeente, die nog altijd bewaard wordt in het stadhuis.

## Gebruik
De gemeenteraad van Oudewater gebruikt het stadhuis voor haar raadsvergaderingen. Daarnaast wordt het gebruikt als trouwlocatie en als Stadsmuseum. Het ambtelijk apparaat van de gemeente Oudewater werd na de stadhuisbrand van 1968 gehuisvest in het voormalige klooster aan de Kapellestraat. In de jaren 1990 werd een nieuw stadskantoor gerealiseerd aan de Waardsedijk.